# Parlement van Congo-Kinshasa

Wapen van Congo-Kinshasa

Het Parlement van Congo-Kinshasa (Frans: Parlement de la république démocratique du Congo) bestaat uit twee Kamers:
- Nationale Vergadering (Assemblée nationale) - lagerhuis (500 leden);
- Senaat (Sénat) - hogerhuis (109 leden).